# Tatranky
Tatranky è un wafer a forma di parallelepipedo con cinque (originariamente sei) strati con copertura di cioccolato solo sui bordi più stretti. Sono stato introdotto nel 1945.
Originariamente avrebbero dovuto avere una forma triangolare come le vette dei monti da cui deriva anche il nome, ma a causa delle difficoltà tecniche legate alla produzione in serie del circuito e all'imballaggio nel cellophane, si decise infine di avere una forma rettangolare. Il ripieno originariamente aveva il sapore di nocciole, successivamente di cioccolato e arachidi. Dopo il 1989 sono apparse ulteriori varianti, ma anche il numero degli strati è stato ridotto a cinque.
Nel 1960 una versione chiamata Stadionka è stato creato, che aveva una copertura di cioccolato su tutta la superficie, ma a causa della maggiore richiesta di cioccolato, questa versione venne abbandonata e riprese ad essere prodotta dopo il 1989 con il nome čokotatranky. furono prodotti per la prima volta dalla azienda statale Čokoládovny, fondata nel 1947 dalla nazionalizzazione di Theodor Fiedor e dalla fusione di altre società.
Attualmente è prodotto in Slovacchia da Sedita a Sereď e nella Repubblica Ceca da Opavia.
Simili wafer a cinque strati sono prodotti con il marchio "Horalky".